# Skoki (lekkoatletyka)

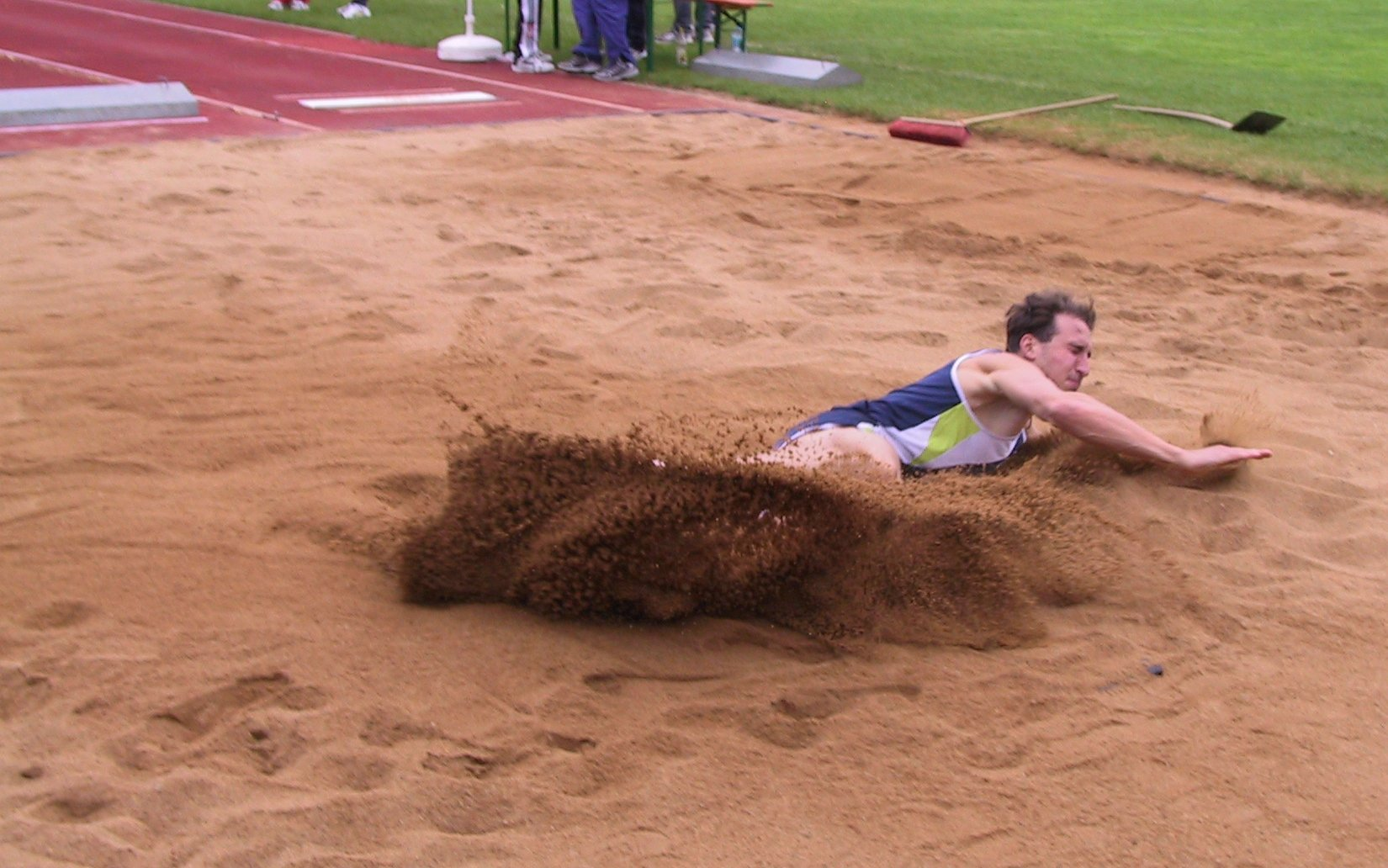
Skok w dal

Skoki w konkurencjach lekkoatletycznych są rozgrywane na przygotowanych do tego celu skoczniach i obejmują:
- skok w dal
- trójskok
- skok wzwyż
- skok o tyczce

W skoku w dal zawodnicy wykonują rozbieg (wcześniej odmierzony), odbijają się z jednej nogi z belki i lądują na piaszczystej skoczni na dwie nogi. Wynik mierzony jest od linii między plasteliną a belką do ostatniego (najbliższego belce) śladu pozostawionego na piasku. Jeśli zawodnik podczas odbicia dotknie butem plasteliny, skok jest nieważny (decyduje ślad na plastelinie). Zawodnicy wykonują trzy skoki eliminacyjne, a najlepszych ośmiu jeszcze trzy skoki finałowe.

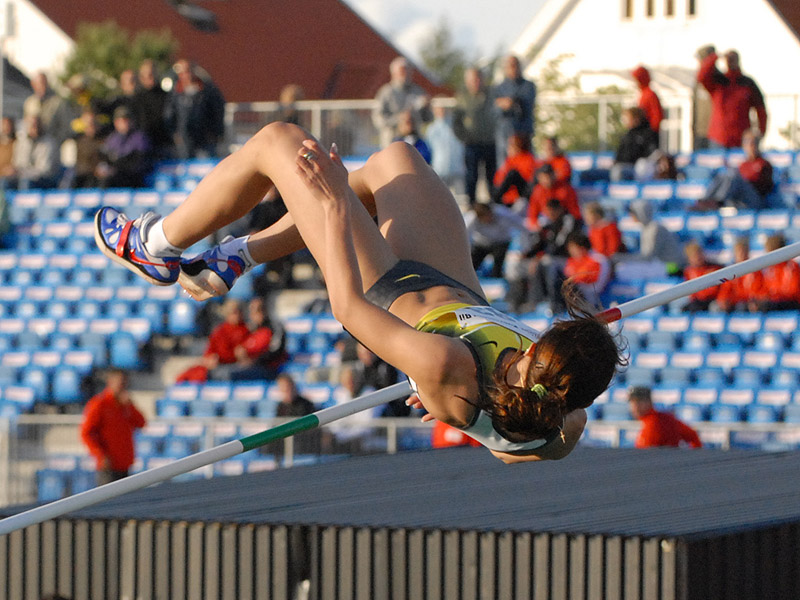
Skok wzwyż

Trójskok polega na wykonaniu trzech, po sobie następujących skoków:
- pierwszy - odbicie z jednej nogi i lądowanie na nogę odbijającą
- drugi - lądowanie na nogę przeciwną,
- trzeci - lądowanie na piaszczystej skoczni obunóż.

Zasady rozbiegu, odbicia, lądowania i mierzenia są identyczne jak w skoku w dal.
Dwa pierwsze skoki odbywają się na twardej bieżni, trzeci skok kończy się na piasku.
Skok wzwyż polega na odbiciu się zawodnika (po wykonaniu rozbiegu) z jednej nogi i przeniesieniu całego ciała ponad poprzeczką zawieszoną na stojakach. Każdy zawodnik ma trzy próby na każdej wysokości. Jeśli zawodnik strąci poprzeczkę na jakiejś wysokości, może pozostałe próby przenieść na następną wysokość. Trzy kolejne nieudane próby eliminują z konkursu.
Skok o tyczce odbywa się na takich zasadach jak skok wzwyż, z tą różnicą, że zawodnik do pokonania poprzeczki używa tyczki. Dawniej (do końca lat 60.) tyczkarze używali tyczek sztywnych, wykonanych z aluminiowych rur, dziś skaczą na tyczkach elastycznych wykonanych z wysokiej jakości tworzyw sztucznych. Tyczki te sprzyjają uzyskiwaniu lepszych rezultatów. Dla porównania rekord świata w skoku o tyczce sztywnej wynosi 4,82 m, a o tyczce nowej generacji 6,14 m.